# Il boss del paranormal
 Il boss del paranormal è un programma televisivo italiano di genere documentaristico e di divulgazione pseudoscientifica, ideato e condotto da Daniele Bossari e realizzato da Discovery Italia, in onda in prima serata dal 1º gennaio 2020 su DMAX.

## Il programma
Il programma propone documentari e video catturati dagli smartphone e telecamere di sicurezza che appaiono paranormali. Il compito del boss è quello di aiutare a distinguere i video realistici dalle bufale.
Nella quinta edizione del programma la location, da cui vengono registrati i lanci dei vari filmati, è anch'essa protagonista di miti e leggende: si tratta del Castello Visconteo a Trezzano sull'Adda.

## Edizioni
| Edizione | Anno | Numero episodi | Rete televisiva | Conduzione      | Inizio           |
| -------- | ---- | -------------- | --------------- | --------------- | ---------------- |
| 1ª       | 2020 | 8              | DMAX            | Daniele Bossari | 01 gennaio 2020  |
| 2ª       | 2021 | 10             | DMAX            | Daniele Bossari | 05 gennaio 2021  |
| 3ª       | 2021 | 16             | DMAX            | Daniele Bossari | 30 novembre 2021 |
| 4ª       | 2023 | 16             | DMAX            | Daniele Bossari | 21 agosto 2023   |
| 5ª       | 2024 | 12             | DMAX            | Daniele Bossari | 3 settembre 2024 |

### Prima edizione
1. 1° gennaio 2020
2. 8 gennaio 2020
3. 15 gennaio 2020
4. 22 gennaio 2020
5. 29 gennaio 2020
6. 5 febbraio 2020
7. 12 febbraio 2020
8. 19 febbraio 2020
9. 26 febbraio 2020

#### Seconda edizione
La seconda edizione del programma debuttò il 5 gennaio 2021, alle 21:25. Le puntate si basavano su UFO, case infestate, castelli infestati e attività paranormali. La location in cui fu girata l'edizione era Varese. L'edizione fu anche il debutto degli ospiti del team paranormale di YouTube Italiano, intitolato PIT (acronimo di Paranormal Investigation Team), composto da Paolo de Matteis e Debora Bedino e con sporadiche apparizioni di Gianmarco Zagato.
1. 5 gennaio 2021
2. 11 gennaio 2021
3. 18 gennaio 2021
4. 25 gennaio 2021
5. 1 febbraio 2021
6. 30 novembre 2021
7. 7 dicembre 2021
8. 14 dicembre 2021
9. 21 dicembre 2021
10. 28 dicembre 2021

##### Terza edizione
La terza edizione re-incluse per la seconda volta il PIT e fu filmata presso l'ex carcere Storico di Busto Arsizio e Villa Bari a Bovisio Masciago, nella città metropolitana di Milano.
1. 30 novembre 2022
2. 7 dicembre 2022
3. 14 dicembre 2022
4. 21 dicembre 2022
5. 28 dicembre 2022
6. 4 gennaio 2022
7. 11 gennaio 2022
8. 18 gennaio 2022
9. 25 gennaio 2022
10. 1 febbraio 2022
11. 8 febbraio 2022
12. 15 febbraio 2022
13. 22 febbraio 2022
14. 1° marzo 2022
15. 8 marzo 2022
16. 15 marzo 2022

###### Quarta edizione[10][11]
1. 21 agosto 2023: Il fienile nero
2. 28 agosto 2023: Ghostel
3. 4 settembre 2023: Segnali
4. 11 settembre 2023: La mummia
5. 18 settembre 2023: Io non posso entrare!
6. 25 settembre 2023: Messaggi dal cielo
7. 2 ottobre 2023
8. 9 ottobre 2023
9. 16 ottobre 2023
10. 23 ottobre 2023
11. 30 ottobre 2023[12]
12. 6 novembre 2023
13. 13 novembre 2023
14. 20 novembre 2023
15. 27 novembre 2023
16. 4 dicembre 2023

###### Quinta edizione[13][14]
1. 3 settembre 2024: Bambole in cantina
2. 3 settembre 2024: La sposa fantasma
3. 10 settembre 2024: Bar Ghost
4. 17 settembre 2024: Presenze Oscure
5. 24 settembre 2024: Fuoco Fatuo
6. 1 ottobre 2024: Magia Nera
7. 8 ottobre 2024: Le streghe
8. 15 ottobre 2024: Vacanza con un  Fantasma
9. 22 ottobre 2024: Il Pozzo della Morte
10. 29 ottobre 2024: Fantasma sul Palcoscenico
11. 5 novembre 2024: Fantasmi del Passato
12. 12 novembre 2024: Centri Demoniaci